# Guitar Hero III: Legends of Rock
Guitar Hero III: Legends of Rock — музыкальная видеоигра, разработанная студией NeverSoft и изданная Aspyr и Activision. Она является третьей основной игрой в серии Guitar Hero. Игра была выпущена для PS2, PS3, X360 и Wii в октябре 2007 года. NeverSoft портировали игру на PC, и Mac, выпустив их в конце 2007 года. Игра сохраняет тот же принцип, что и другие игры серии Guitar Hero. В нём игрок использует контроллер для имитации игры на гитаре. Игра включает в себя новый режим мультиплеера и стандартную карьеру, в ходе которой будут открываться новые песни. Guitar Hero III: Легенды рока является первой игрой в серии, в которой можно играть в режиме кооператива. Такая возможность есть у Xbox 360, PlayStation 2, PlayStation 3 и PC.
Первоначально в игре предоставлено более 70 песен, которые были специально перезаписаны для лучшего звучания, так как некоторые записи были просто утеряны. В Xbox 360 и PlayStation 3 есть возможность скачать дополнительные песни через Xbox Live и PlayStation Store. Во время игры игроку повстречаются боссы, роли которых исполнили известные музыканты Том Морелло (Rage Against The Machine), Слэш (Guns N' Roses). Критики в целом дали благоприятные оценки игре, но рецензисты отметили разницу в игровом стиле по сравнению с предыдущими частями, ассоциируя её со сменой разработчика между этой частью и второй.
Игра является наиболее популярной видеоигрой 2007 года, издатель получил хороший доход с продаж.
Activision утверждает:
Игра является первой сингл видеоигрой, продажи которой превысили 1 миллиард долларов.

## Режим Карьеры
В игре присутствуют четыре уровня сложности:
- Easy — используются только три ноты и дорожка движется медленно.
- Medium — используются четыре ноты и дорожка движется быстрее.
- Hard — используются все пять нот, дорожка движется немного быстрее.
- Expert — также используются все пять нот, но скорость дорожки заметно возросла.

Одиночный режим:
В режиме карьеры для одного игрока доступно 8 уровней с 42 песнями. На каждом уровне игрок играет по 4 песни, 5 песня будет доступна игроку на бис. После завершения одного уровня, открывается следующий. Впервые в серии, в игре добавлены боссы для сражения в гитарных битвах добавляет на счет игрока деньги, которые можно тратить в магазине на гитары, песни, персонажей, костюмы или видео.
После прохождения игры, игрок получает Тома Морелло, Слэша и Лу Дьявола, как символ того что игрок победил их.
 Guitar Hero III Легенды Рока  — первая игра в серии, в которой присутствует сюжет в режиме карьеры, изображенный мультипликационным видео между каждым уровнем. Все начинается с того что группа после своей первой игры, подписывает контракт с музыкальным продюсером по имени Лу, который открывает для них начало Звездного Пути. Однако после, когда группа пытается разорвать контракт, Лу оказывается дьяволом и они понимают, что, подписав договор, продали свои души. Но вскоре основной гитарист группы побеждает Лу в Аду, заставив этим Лу разорвать контракт. И группа возвращается в смертный мир, как «Легенды Рока» (англ. Legends Of Rock)
Кооперативный режим:
Два игрока выступают в роли основного гитариста и бас-гитариста. После выступления в ночном клубе барабанщик решает сделать видео группы. Это видео помогает повысить популярность группы, и вскоре они зарабатывают на концертах в Японии. Группа вынуждена принять трехмесячный перерыв, разобраться в своих разногласиях, во мнениях и в будущем. На концерте, посвящённом воссоединению группы, кто-то устраивает пожар, и музыкантов сажают в тюрьму Алькатраз. Лу прибыл, предлагая группе исполнить игру для заключенных в тюрьме в обмен на досрочное освобождение, на что они соглашаются. Однако после их исполнения группа оказывается в Аду у Лу, и они вынуждены играть прямо в Аду, чтобы вернуться в смертный мир.

## Контроллеры-гитары
Гитары для Wii — Gibson Les Paul, но белого цвета, имеет специальный слот для вставки контроллера Wii и ко всему этому у неё сделан съемный гриф, что позволяет легко перевозить контроллер. PC и Mac версии игры шли в комплектации с USB Гитарой Gibson X-plorer белого цвета, которая поставлялась с Guitar Hero II. Для использования контроллера, нужно чтобы был установлен драйвер с лицензионного диска. Так же, после выхода официального патча для игры на ПК, игроки столкнулись с проблемой, после установки, игра не распознавала контроллер, исправление проблемы от Activision игроки не дождались, единственным устранением проблемы было удаление игры с жесткого диска и новая установка без патчей.

## Список песен
| Песня                              | Исполнитель              | Акт                       |
| ---------------------------------- | ------------------------ | ------------------------- |
| "Slow Ride"                        | Foghat                   | Starting Out Small        |
| "Talk Dirty to Me"                 | Poison                   | Starting Out Small        |
| "Hit Me With Your Best Shot"       | Pat Benatar              | Starting Out Small        |
| "Story Of My Life"                 | Social Distortion        | Starting Out Small        |
| "Rock and Roll All Night"          | Kiss                     | Starting Out Small        |
| "Mississippi Queen"                | Mountain                 | Your First Real Gig       |
| "«School’s Out"                    | Alice Cooper             | Your First Real Gig       |
| "Sunshine Of Your Love"            | Cream                    | Your First Real Gig       |
| "Barracuda"                        | Heart                    | Your First Real Gig       |
| "Bulls On Parade"                  | Rage Against The Machine | Your First Real Gig       |
| "Miss Murder"                      | AFI                      | Making The Video          |
| "The Seeker"                       | The Who                  | Making The Video          |
| "Lay Down"                         | Priestess                | Making The Video          |
| "Paint It Black"                   | The Rolling Stones       | Making The Video          |
| "Paranoid"                         | Black Sabbath            | European Invasion         |
| "Anarchy In The U.K."              | The Sex Pistols          | European Invasion         |
| "Kool Thing"                       | Sonic Youth              | European Invasion         |
| "My Name Is Jonas"                 | Weezer                   | European Invasion         |
| "Even Flow"                        | Pearl Jam                | European Invasion         |
| "Holiday In Cambodia"              | The Dead Kennedys        | Bighouse Blues            |
| "Rock You Like A Hurricane"        | Scorpions                | Bighouse Blues            |
| "Same Old Song And Dance"          | Aerosmith                | Bighouse Blues            |
| "La Grange"                        | ZZ Top                   | Bighouse Blues            |
| "Welcome To The Jungle"            | Guns N Roses             | Bighouse Blues            |
| "Black Magic Woman"                | Santana                  | The Hottest Band On Earth |
| "Cherub Rock"                      | The Smashing Pumpkins    | The Hottest Band On Earth |
| "Black Sunshine"                   | White Zombie             | The Hottest Band On Earth |
| "The Metal"                        | Tenacious D              | The Hottest Band On Earth |
| "Pride And Joy"                    | Stevie Ray Vaughan       | The Hottest Band On Earth |
| "Before I Forget"                  | Slipknot                 | Live In Japan             |
| "Stricken"                         | Disturbed                | Live In Japan             |
| "3's & 7's"                        | Queens Of The Stone Age  | Live In Japan             |
| "Knights of Cydonia"               | Muse                     | Live In Japan             |
| "Cult Of Personality"              | Living Colour            | Live In Japan             |
| "Raining Blood"                    | Slayer                   | Battle For Your Soul      |
| "Cliffs Of Dover"                  | Eric Johnson             | Battle For Your Soul      |
| "The Number Of The Beast"          | Iron Maiden              | Battle For Your Soul      |
| "One"                              | Metallica                | Battle For Your Soul      |
| "Avalancha"                        | Héroes del Silencio      | 9 !                       |
| "Can't Be Saved"                   | Senses Fail              | 9 !                       |
| "Closer"                           | Lacuna Coil              | 9 !                       |
| "Don't Hold Back"                  | The Sleeping             | 9 !                       |
| "Down 'N Dirty"                    | LA Slum Lords            | 9 !                       |
| "F.C.P.R.E.M.I.X."                 | The Fall Of Troy         | 9 !                       |
| "Generation Rock"                  | Revolverheld             | 9 !                       |
| "Go That Far"                      | Bret Michaels Band       | 9 !                       |
| "Hier Kommt Alex"                  | Die Toten Hosen          | 9 !                       |
| "I'm In The Band"                  | The Hellacopters         | 9 !                       |
| "Impulse"                          | An Endless Sporadic      | 9 !                       |
| "In the Belly of a Shark"          | Gallows                  | 9 !                       |
| "In Love"                          | Scouts of St. Sebastian  | 9 !                       |
| "Mauvais Garçon"                   | Naast                    | 9 !                       |
| "Metal Heavy Lady"                 | Lions                    | 9 !                       |
| "Minus Celsius"                    | Backyard Babies          | 9 !                       |
| "My Curse"                         | Killswitch Engage        | 9 !                       |
| "Nothing For Me Here"              | Dope                     | 9 !                       |
| "Prayer Of The Refugee"            | Rise Against             | 9 !                       |
| "Radio Song"                       | Superbus                 | 9 !                       |
| "Ruby"                             | Kaiser Chiefs            | 9 !                       |
| "She Bangs The Drums"              | The Stone Roses          | 9 !                       |
| "Take This Life"                   | In Flames                | 9 !                       |
| "The Way It Ends"                  | Prototype                | 9 !                       |
| "Through The Fire And Flames"      | DragonForce              | 9 !                       |
| "Sabotage"                         | Beastie Boys             | 9 !                       |
| "Reptilia"                         | The Strokes              | 9 !                       |
| "Suck My Kiss"                     | Red Hot Chili Peppers    | 9 !                       |
| "Cities On Flame With Rock & Roll" | Blue Oyster Cult         | 9 !                       |
| "Helicopter"                       | Bloc Party               | 9 !                       |
| "Monsters"                         | Matchbook Romance        | 9 !                       |

## Отзывы
| Сводный рейтинг | Сводный рейтинг | Сводный рейтинг | Сводный рейтинг | Сводный рейтинг | Сводный рейтинг |
| Издание         | Оценка          | Оценка          | Оценка          | Оценка          | Оценка          |
| Издание         | PC              | PS2             | PS3             | Wii             | Xbox 360        |
| --------------- | --------------- | --------------- | --------------- | --------------- | --------------- |
| GameRankings    | 78,00 %         | 85,50 %         | 83,77 %         | 86,26 %         | 85,85 %         |